# Fabiula Nascimento
Fabiula Nascimento (Curitiba, 18 de agosto de 1978) é uma atriz brasileira.

## Biografia
Sua carreira começou ainda bem nova, em 1994 fez curso de teatro em Curitiba, no Teatro Lala Schneider, porém, trabalhando em salão. Até que com 17 anos, de 29 candidatas, ficou entre as duas últimas para atuar na peça Cinderela no papel de ratinho no Espaço da Criança em Curitiba. É conhecida em Curitiba por atuações no teatro com a humorista Katiuscia Canoro. Atuaram, em 2004, na peça Medea Material com direção da uruguaia Marina Percovich no Teatro de Comédia do Paraná. Depois na peça Mulheres do Chico com direção de Maurício Vogue. Também atuaram nas peças Cintaligas e Macbeth. Com o diretor Moacir Chaves veio a chance de ir para o Rio de Janeiro, junto com Katiuscia Canoro, se apresentar no Planetário da Gávea, e a dupla montou a peça De Graça, más tem que pagar, em 2007.
Depois de 13 anos no teatro, em 2008, teve sua projeção nacional no filme Estômago como a prostituta Íria e no mesmo ano fez sua estreia na televisão participando em um episódio do seriado Casos e Acasos, na Rede Globo.
Em 2009, atuou no filme Não Se Pode Viver sem Amor ao lado de Cauã Reymond. E entrou no elenco do seriado Força-Tarefa em que permaneceu até 2011. Ainda em 2009 fez uma participação especial em um episódio de A Grande Família. Em 2010, esteve no humorístico Junto & Misturado.
Em 2012, estreou em novelas, fazendo parte do elenco principal de Avenida Brasil de João Emanuel Carneiro com direção de Amora Mautner, interpretando a cabeleireira Olenka. No ano seguinte fez a minissérie O Canto da Sereia e esteve em Joia Rara de Duca Rachid e Thelma Guedes interpretando a vedete Matilde.
Em 2014, interpretou a vilã ambiciosa Cristina em Boogie Oogie de Rui Vilhena. Emendando duas novelas seguidas, esteve em I Love Paraisópolis, em 2015, como a trabalhadora Paulucha Rocambole, dona da confeitaria Rocambole. Em 2016, participou da 1ª fase da novela Velho Chico, de Benedito Ruy Barbosa, onde fez par romântico com o ator Rodrigo Lombardi. Em 2018, retorna as novelas em Segundo Sol, onde interpreta a moderna e independente Cacau, uma mulher de origem humilde, que parte para a cidade grande, e anos depois se torna a dona de um importante restaurante, sendo irmã da protagonista Luzia (Giovanna Antonelli). Em 2019, faz a novela Bom Sucesso, onde interpreta a workaholic Nana, uma mulher perfeccionista e a mente administrativa da editora Prado Monteiro, de propriedade de seu pai Alberto (Antônio Fagundes), ela é casada com o ambicioso Diogo (Armando Babaioff) e é mãe de Sofia (Valentina Vieira) e irmã de Marcos (Rômulo Estrela).

## Vida pessoal
Fabiula nasceu em 18 de agosto de 1978 na cidade de Curitiba, capital do estado do Paraná.
Foi casada com o ator Alexandre Nero de 2001 a 2011. De 2011 a 2012 namorou o ator George Sauma. Após outros relacionamentos, iniciou em 2015 um namoro com o ator Emilio Dantas. O casal vive junto desde 2016. Em janeiro de 2022, nasceu Roque e Raul, filhos gêmeos do casal.

## Filmografia

### Televisão
| Ano     | Título                        | Personagem                           | Nota                                                                                           |
| ------- | ----------------------------- | ------------------------------------ | ---------------------------------------------------------------------------------------------- |
| 2008    | Casos e Acasos                | Lúcia                                | Episódio: "A Nova Namorada"                                                                    |
| 2008    | Casos e Acasos                | Susy                                 | Episódio: "As Testemunhas"                                                                     |
| 2009    | Maysa: Quando Fala o Coração  | Recepcionista do hotel               | Episódio: "5 de janeiro"                                                                       |
| 2009    | A Favorita                    | Luzia                                | Episódio: "16 de janeiro"                                                                      |
| 2009    | A Grande Família              | Fátima Carrara                       | Episódios: "A Irmã Mais Esperta de Agostinho Carrara" e "Uma Vez Carrara, Carrara Até Morrer!" |
| 2009–11 | Força-Tarefa                  | Jaqueline                            |                                                                                                |
| 2010    | Por Toda Minha Vida           | Matilde de Lutiis                    | Episódio: "Adoniran Barbosa"                                                                   |
| 2010–13 | Junto & Misturado             | Várias personagens                   |                                                                                                |
| 2011    | Autor por Autor               | Lindaura                             | Episódio: "Luís Fernando Veríssimo"                                                            |
| 2011    | Tapas & Beijos                | Samantha                             | Episódio: "La Conga"                                                                           |
| 2012    | Avenida Brasil                | Olívia Cabral (Olenka)               |                                                                                                |
| 2013    | O Canto da Sereia             | Marina de Ogum                       |                                                                                                |
| 2013    | Joia Rara                     | Matilde Meyer                        |                                                                                                |
| 2013    | A Grande Família              | Lua                                  | Episódio: "O Duelo"                                                                            |
| 2014    | Boogie Oogie                  | Cristina Silva                       |                                                                                                |
| 2015    | I Love Paraisópolis           | Paula da Conceição (Paulucha)        |                                                                                                |
| 2016    | Velho Chico                   | Eulália Rosa                         | Episódios: "14 de março–9 de abril"                                                            |
| 2016    | O País do Cinema              | Apresentadora                        |                                                                                                |
| 2017    | Segredos de Justiça           | Marília                              | Episódio: "Doença Inventada Não Cura"                                                          |
| 2017    | A Cara do Pai                 | Gisele                               | Episódio: "A Cara da Mãe"                                                                      |
| 2017    | Cidade Proibida               | Violeta                              | Episódio: "Caso Violeta"                                                                       |
| 2018    | Tá no Ar: a TV na TV          | Ela mesma                            | Episódio: "21 de fevereiro"                                                                    |
| 2018    | Segundo Sol                   | Maria Cláudia Batista (Cacau)        |                                                                                                |
| 2019    | Sessão de Terapia             | Chiara Ferraz                        | Temporada 4                                                                                    |
| 2019    | Bom Sucesso                   | Mariana Prado Monteiro Vianna (Nana) |                                                                                                |
| 2020    | Amor e Sorte                  | Clara                                | Episódio: "Territórios"                                                                        |
| 2020    | Amor e Sorte                  | Silvia                               | Episódio: "Gilda, Lúcia e o Bode"                                                              |
| 2020    | Sob Pressão: Plantão Covid    | Penha Moreira                        | Episódio: "13 de outubro"                                                                      |
| 2022    | Dates, Likes & Ladrilhos      | Hilda                                |                                                                                                |
| 2023    | Pluft, o Fantasminha: A Série | Dona Fantasma                        |                                                                                                |
| 2024    | Encantado's                   | Lara Ribeiro                         | Episódio: "O Inimigo Agora É Outro"                                                            |
| 2025    | Dias Perfeitos                | Helena                               |                                                                                                |

### Cinema
| Ano  | Título                                      | Personagem        | Nota           |
| ---- | ------------------------------------------- | ----------------- | -------------- |
| 2005 | Sem Ana                                     | Adriana           | Curta-metragem |
| 2007 | Estômago                                    | Íria              |                |
| 2009 | Os Normais 2 - A Noite Mais Maluca de Todas | Debby             |                |
| 2010 | Reflexões de um Liquidificador              | Milena            |                |
| 2010 | A Guerra dos Vizinhos                       | Alice             |                |
| 2010 | Não Se Pode Viver sem Amor                  | Gilda / Cida      |                |
| 2010 | O Bolo                                      | Dirce             | Curta-metragem |
| 2011 | Bruna Surfistinha                           | Janine            |                |
| 2011 | Corpos Celestes                             | Mulher            |                |
| 2011 | Amor?                                       | Julia             |                |
| 2011 | Cilada.com                                  | Suzy              |                |
| 2012 | Brichos - A Floresta é Nossa                | Dumontzinho (voz) | Dublagem       |
| 2013 | O Lobo Atrás da Porta                       | Sílvia            |                |
| 2013 | Dores de Amores                             | Ela               |                |
| 2013 | Estação Liberdade                           | Nega              |                |
| 2014 | Não Pare na Pista                           | Lygia Souza       |                |
| 2014 | S.O.S. Mulheres ao Mar                      | Luiza             |                |
| 2015 | S.O.S. Mulheres ao Mar 2                    | Luiza             |                |
| 2015 | Operações Especiais                         | Rosa              |                |
| 2018 | Como É Cruel Viver Assim                    | Clívia            |                |
| 2018 | O Nome da Morte                             | Maria             |                |
| 2019 | Morto Não Fala                              | Odete             |                |
| 2022 | Pluft, o Fantasminha                        | Dona Fantasma     |                |
| 2024 | O Auto da Compadecida 2                     | Clarabela Catacão |                |
| 2025 | Uma Mulher sem Filtro                       | Beatriz           |                |
| 2025 | D.P.A. 4 - O Filme                          | Ludovica          |                |

## Teatro
| Ano  | Título                                           |
| ---- | ------------------------------------------------ |
| 1996 | Cinderela                                        |
| 2001 | A Bruxa de Blair no Limite                       |
| 2001 | As Loucas e os Lazarentos                        |
| 2001 | Aladim e o gênio da Lâmpada                      |
| 2002 | Tistu, O Menino do Dedo Verde                    |
| 2002 | A Casinha do Terror                              |
| 2002 | Flicts                                           |
| 2003 | O Caminho da Montanha                            |
| 2003 | Linguiça no Campo                                |
| 2003 | Lisístrata                                       |
| 2003 | A Revolução dos Livros                           |
| 2003 | Folclore Natalino: Cores de Natal                |
| 2004 | Medea Material                                   |
| 2004 | As Fabulosas Estórias do Menino Leonardo DaVinci |
| 2004 | O Grande Rei Leão                                |
| 2005 | Mulheres do Chico                                |
| 2005 | Noite de Reis                                    |
| 2005 | Mulheres                                         |
| 2005 | Querido Usbeck                                   |
| 2005 | De Graça, mas Tem que Pagar                      |
| 2006 | Cintaligas                                       |
| 2006 | Cabaret Diogo Portugal                           |
| 2006 | Multigargalhadas                                 |
| 2007 | Macbeth                                          |
| 2007 | Risorama                                         |
| 2008 | Sonho de Outono                                  |
| 2010 | Enfim, nós                                       |
| 2016 | 5x Comédia                                       |

## Prêmios e indicações
| Ano  | Prêmio                              | Categoria                                  | Nomeação                      | Resultado |
| ---- | ----------------------------------- | ------------------------------------------ | ----------------------------- | --------- |
| 2002 | Troféu Gralha Azul                  | Melhor Atriz para Espetáculo Infantil      | Tistu, O Menino do Dedo Verde | Indicado  |
| 2003 | Troféu Gralha Azul                  | Melhor Atriz para Espetáculo Infantil      | A Revolução dos Livros        | Venceu    |
| 2006 | Troféu Gralha Azul                  | Melhor Atriz para Espetáculo Infantil      | Noite de Reis                 | Venceu    |
| 2008 | Prêmio Contigo! de Cinema           | Melhor Atriz Coadjuvante                   | Estômago                      | Venceu    |
| 2009 | Prêmio ACIE de Cinema               | Melhor Atriz                               | Estômago                      | Indicado  |
| 2009 | Prêmio Guarani de Cinema Brasileiro | Revelação do Ano                           | Estômago                      | Venceu    |
| 2009 | Prêmio Extra de Televisão           | Melhor Revelação                           | Força-Tarefa                  | Indicado  |
| 2010 | Prêmio Qualidade Brasil             | Melhor Atriz Seriado                       | Força-Tarefa                  | Indicada  |
| 2010 | Prêmio Tudo de Bom - O Dia          | Musa                                       | Força-Tarefa                  | Indicada  |
| 2011 | Prêmio Contigo! de Cinema Nacional  | Melhor Atriz Coadjuvante                   | Bruna Surfistinha             | Indicada  |
| 2012 | Grande Prêmio do Cinema Brasileiro  | Melhor Atriz Coadjuvante                   | Bruna Surfistinha             | Indicada  |
| 2012 | 1º Prêmio Botequim Cultural         | Melhor Atriz Coadjuvante                   | Avenida Brasil                | Venceu    |
| 2014 | Prêmio F5                           | Melhor Atriz Coadjuvante de Novela         | Boogie Oogie                  | Indicada  |
| 2015 | Prêmio Guarani de Cinema Brasileiro | Melhor Atriz Coadjuvante                   | O Lobo atrás da Porta         | Venceu    |
| 2015 | Prêmio FIESP/SP de Cinema           | Melhor Atriz Coadjuvante                   | O Lobo atrás da Porta         | Indicada  |
| 2015 | Grande Prêmio do Cinema Brasileiro  | Melhor Atriz                               | O Lobo atrás da Porta         | Indicada  |
| 2015 | Grande Prêmio do Cinema Brasileiro  | Melhor atriz Coadjuvante                   | Não Pare na Pista             | Indicada  |
| 2016 | Grande Prêmio do Cinema Brasileiro  | Melhor Atriz Coadjuvante                   | Operações Especiais           | Indicada  |
| 2016 | Troféu APCA                         | Melhor Atriz de Televisão                  | Velho Chico                   | Indicada  |
| 2016 | Prêmio Cesgranrio de Teatro         | Melhor Atriz                               | 5X Comédia                    | Indicada  |
| 2017 | Prêmio do Humor                     | Melhor Performance                         | 5X Comédia                    | Indicada  |
| 2018 | Prêmio Contigoǃ Online              | Melhor Atriz Coadjuvante                   | Segundo Sol                   | Indicada  |
| 2018 | Prêmio Extra de Televisão           | Melhor Atriz Coadjuvante                   | Segundo Sol                   | Indicada  |
| 2018 | Rio Fantastik Festival              | Melhor Atriz (júri oficial)                | Morto Não Fala                | Venceu    |
| 2019 | Melhores do Ano                     | Atriz Coadjuvante                          | Bom Sucesso                   | Venceu    |
| 2019 | Melhores do Ano Minha Novela        | Melhor Atriz Coadjuvante (júri)            | Bom Sucesso                   | Venceu    |
| 2019 | Troféu APCA                         | Melhor Atriz de Televisão                  | Sessão de Terapia             | Indicada  |
| 2019 | Prêmio F5                           | Melhor Atriz de Série Dramática            | Sessão de Terapia             | Indicada  |
| 2019 | Prêmio The Brazilian Critic         | Melhor Atriz Coadjuvante em Série de Drama | Sessão de Terapia             | Venceu    |
| 2020 | Prêmio Contigo! de TV               | Melhor Atriz de Série                      | Amor e Sorte                  | Indicada  |
| 2020 | Festival Sesc Melhores Filmes       | Melhor Atriz Nacional                      | Morto Não Fala                | Indicada  |